# Busan Transportation Corporation FC
Busan Transportation Corporation FC (kor. 부산 교통공사 FC) – klub piłkarski z Korei Południowej, z miasta Pusan, występujący w K3 League.